# Ли Кван Чхон
Ли Кван Чхон (кор. 리광촌?, 李光村?; 4 сентября 1985, Пхеньян, КНДР) — северокорейский футболист, защитник. Выступал в сборной КНДР.

## Карьера

### Клубная
С 2001 года выступает в Северокорейской лиге за клуб «25 апреля», который становился чемпионом страны в 2002 и 2005 годах.

### В сборной
Выступал за сборную КНДР до 23 лет, в её составе участвовал в отборочном турнире к Олимпийским играм 2008 года.
В составе главной национальной сборной КНДР дебютировал в 2001 году, сыграл в её составе 10 матчей в отборочном турнире к чемпионату мира 2006 года и 13 встреч в отборочном турнире к чемпионату мира 2010 года.
В 2010 году Ли был включён в заявку команды на финальный турнир чемпионата мира в ЮАР, где сыграл во всех 3-х матчах сборной.

## Достижения
«25 апреля»
- Чемпион КНДР (2): 2002, 2005

«Муангтонг Юнайтед»
- Чемпион Таиланда (1): 2012